# Redouane Cherifi
Redouane Cherifi (sinh ngày 22 tháng 2 năm 1993) là một cầu thủ bóng đá người Algérie thi đấu cho USM Alger ở vị trí hậu vệ.